# ماك بوك برو
ماك بوك برو هو حاسوب صدر لأول مرة في عام 2006 من شركة أبل، وهو الطراز المتطور لعائلة ماك بوك متوفر بحجمين شاشة 13 و 15 بوصة.

## الإصدارات

### الإصدار الأول
أعلنت عنه أبل في 10 يناير 2006

### الإصدار الثاني

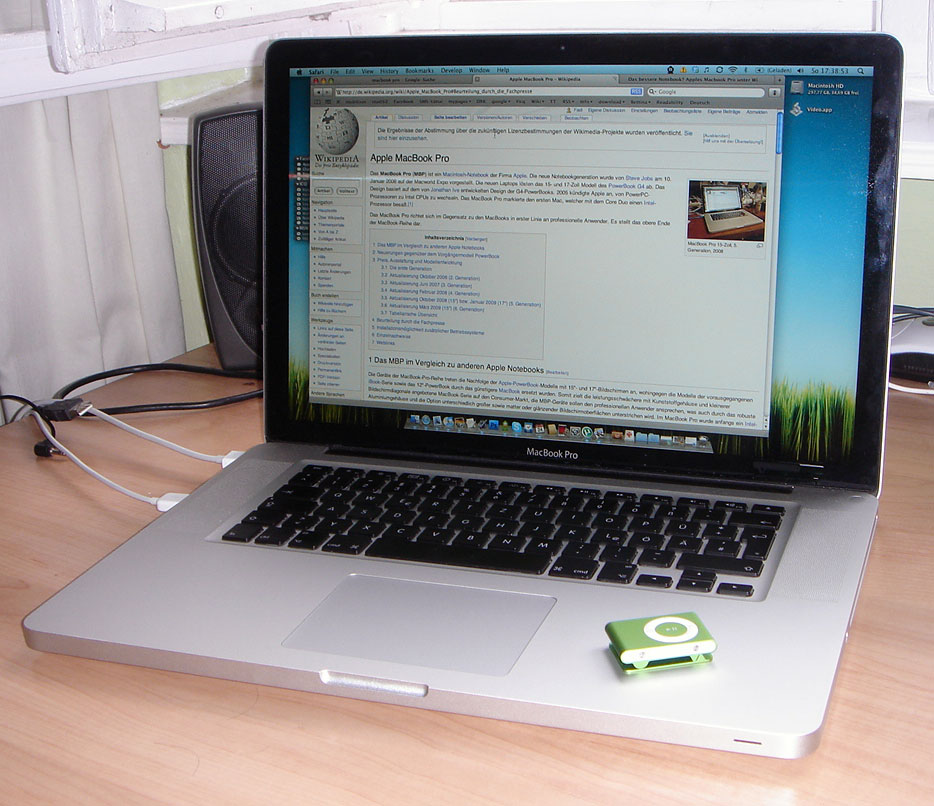
الإصدار الثاني

أعلنت عنه أبل في 14 أكتوبر 2008

### الإصدار الثالث
أعلنت أبل عن هذا الإصدار في 11 يونيو 2012، والذي يحمل الاسم التجاري 'ماك بوك برو مع شاشة عرض رتينا'

### الإصدار الرابع
يتميز هذا الإصدار بشريط اللمس في الجزء العلوي من لوحة المفاتيح، كما يتوفر هذا الإصدار على قارى للبصمات. وفي هذا الإصدار تم استبدال جميع المنافذ بمنفذين أو أربعة منافذ يو إس بي سي.